# Ignaz Moscheles
Ignaz (født Isaac) Moscheles (født 23. maj 1794 i Prag, død 10. marts 1870 i Leipzig) var en bøhmisk musiker. 
Moscheles havde i sin fødeby den ansete Dionys Weber til lærer og optrådte allerede i 14-års-alderen som klaverspiller. I Wien fortsatte han sine studier under Albrechtsberger og Salieri og modtog derhos et stærkt og varigt indtryk af Beethovens kunst og personlighed. Allerede 1814 blev det overdraget ham at foretage klaverudtoget af Fidelio. Moscheles havde imidlertid uddannet sig til en så fremragende klaverspiller, at han kunde optage kampen med Meyerbeer, og på talrige koncertrejser i de store tyske byer samt Paris og London indhøstede han stærkt bifald. 
Fra 1821 havde Moscheles sit faste hjem i London, men da Mendelssohn 1843 grundede konservatoriet i Leipzig, kaldte han Moscheles dertil som lærer, og som sådan virkede han til sin død og bidrog væsentlig til læreanstaltens store ry. Moscheles var som klaverspiller og -komponist en ejendommelig "dobbeltsjæl; på den ene side fuld af indrømmelser til modesmagen, på den anden sprudlende af opfindsomhed og intensiv musikalsk". Hans klaverkompositioner (som hans repertoire) svingede mellem fade, men brillante salonstykker (variationer, fantasier, forskellige hommages, charmes de Paris etc.) og ædelt følte, kunstnerisk samvittighedsfulde — i harmonisk og rytmisk henseende ofte interessante — kompositioner, jævnlig noget romantisk påvirkede. 
Blandt disse skal nævnes klaverkoncerterne (særlig G-Mol, C-Dur og Concert pathétique), Sénate mélancolique, Allegri di bravura op. 51 og navnlig de fortræffelige etuder, op. 70 og Characteristische Studien, op. 95. Det sidste med Schumanns klavermusik beslægtede værk er Moscheles betydeligste og udtryk for hans med årene mere og mere øjensynlige stræben bort fra det tomt virtuose hen mod det poetisk udtryksfulde. Moscheles klaverspil udmærkede sig ved energi og lidenskab, ved et rigt afskygget anslag og ved en, dengang ny, hyppig og velberegnet pedalbrug. Han var den første, der gav klaversoiréer uden orkester (men dog med sanglig bistand). Moscheles har efterladt en art selvbiografi i breve og dagbøger, udgivet af hans enke under titlen: Aus Moscheles Leben, 2 bind.